# Europaparlamentsvalet i Spanien 2009
Europaparlamentsvalet i Spanien 2009 ägde rum söndagen den 7 juni 2009. Drygt 35 miljoner personer var röstberättigade i valet om de 50 mandat som Spanien hade tilldelats innan valet. I valet tillämpade landet ett valsystem med partilistor och d’Hondts metod, utan någon spärr för småpartier. Spanien var inte uppdelat i några valkretsar, utan fungerade som en enda valkrets i valet.
I likhet med tidigare spanska Europaparlamentsval dominerade liberalkonservativa Partido Popular och Spanska socialistiska arbetarpartiet valresultatet. Partido Popular gick fram med över en procentenhet, men miste ändå ett mandat på grund av att Spaniens totala antal mandat reducerades i valet. Socialistiska arbetarpartiet miste fyra mandat och över fyra procentenheter av sitt väljarstöd.
Förutom de två stora partierna, erhöll även fyra olika valallianser mandat. Coalición por Europa fick i princip samma väljarandel som i valet 2004 och kunde därmed behålla sina två mandat. Vänsteralliansen mellan Enade vänstern och Iniciativa per Catalunya Verds backade något, men kunde också behålla båda sina mandat. Samtidigt vann det nationalliberala Enhet, framsteg och demokrati sitt första mandat i Europaparlamentet. Den gröna alliansen Europa de los Pueblos låg på ungefär samma väljarandel som i valet 2004 och kunde behålla sitt enda mandat. I stora drag var därmed förändringarna små.
Inte heller valdeltagandet förändrades nämnvärt. Det minskade med ungefär en kvarts procentenhet till 44,90 procent. Det blev därmed det lägsta valdeltagandet någonsin i ett spanskt Europaparlamentsval.

## Valresultat
|                                                                                                |         |  |            |        |
|                                                                                                | Andel   |  | Antal      | Mandat |
| Partido Popular                                                                                | 42,72 % |  | 6 670 232  | 23     |
| Partido Popular                                                                                | +1,25 % |  | +277 040   | –1     |
| Spanska socialistiska arbetarpartiet                                                           | 39,33 % |  | 6 141 784  | 21     |
| Spanska socialistiska arbetarpartiet                                                           | –4,39 % |  | –599 328   | –4     |
| Coalición por Europa                                                                           | 5,18 %  |  | 808 246    | 2      |
| Coalición por Europa                                                                           | ±0,00 % |  | +9 430     | ±0     |
| Enade vänstern–Iniciativa per Catalunya Verds                                                  | 3,77 %  |  | 588 248    | 2      |
| Enade vänstern–Iniciativa per Catalunya Verds                                                  | –0,40 % |  | –54 888    | ±0     |
| Enhet, framsteg och demokrati                                                                  | 2,89 %  |  | 451 866    | 1      |
| Enhet, framsteg och demokrati                                                                  | +2,89 % |  | +451 866   | +1     |
| Europa de los Pueblos                                                                          | 2,53 %  |  | 394 938    | 1      |
| Europa de los Pueblos                                                                          | +0,06 % |  | +14 229    | ±0     |
| Övriga partier och kandidater                                                                  | 3,59 %  |  | 559 982    | 0      |
| Övriga partier och kandidater                                                                  | +0,60 % |  | +99 679    | ±0     |
| Ogiltiga och blanka röster                                                                     | 2,01 %  |  | 319 851    | 0      |
| Ogiltiga och blanka röster                                                                     | +0,42 % |  | +70 628    | ±0     |
| Valdeltagande                                                                                  | 44,90 % |  | 15 935 147 | 50     |
| Valdeltagande                                                                                  | –0,24 % |  | +268 656   | –4     |
| Antal röstberättigade 35 492 567 23 EPP 21 S&D 02 ALDE 02 G/EFA 00 ECR 01 GUE/NGL 00 EFD 01 NI |         |  |            |        |